# Messelobunodon
Messelobunodon ist eine heute ausgestorbene Paarhufergattung aus der Familie der Dichobunidae, die anhand einiger vollständiger Skelette aus der Grube Messel nachgewiesen ist und im Mittleren Eozän vor rund 47 Millionen Jahren lebte. Die Vertreter der Gattung waren von eher kleiner Statur und besaßen charakteristisch kurze Vorder- und lange Hinterbeine und, typisch für frühe Paarhufer, einen außerordentlich langen Schwanz. Anhand fossiler Magenreste konnte eine bevorzugte Ernährung von weichem Pflanzenmaterial und von Pilzen festgestellt werden. Messelobunodon lebte Rekonstruktionen zufolge als eher scheuer Buschschlüpfer in dichten Wäldern.

## Merkmale
Messelobunodon war ein vergleichsweise kleiner Vertreter der Paarhufer, der mit einer Kopf-Rumpf-Länge von rund 42 cm etwas kleiner war als das nahezu gleich alte Amphirhagatherium. Zu den charakteristischen Merkmalen gehörten die kurzen Vorderbeine, der markant nach oben gewölbte Verlauf des Rückens und der äußerst lange Schwanz. Der Schädel erreichte eine Länge von rund 10 cm. Auffallend war sein in Seitenansicht keilförmiger Umriss mit einem lang gestreckten Rostrum. Unter dem etwas vorstehenden Nasenbein befand sich relativ großer Naseninnenraum, der wenigstens bis zur Höhe des ersten Prämolaren reichte. Das Augenfenster befand sich relativ weit hinten im Schädel, etwa auf Höhe des zweiten und dritten Molaren und war mit einem Durchmesser von 1,7 cm nicht ausgeprägt groß. Die Lage der Augen zeigte, dass die Schnauzenpartie etwas mehr als die Hälfte der Länge des Gesamtschädels einnahm. Der Unterkiefer, der rund 7,6 cm lang wurde, war mit einem langen und flachen, hinter dem letzten Molaren maximal 1 cm hohen Knochenkörper ausgestattet und wirkte dadurch eher grazil. Das Gebiss entsprach dem der frühen Höheren Säugetiere und besaß dementsprechend folgende Zahnformel: {\displaystyle {\frac {3.1.4.3}{3.1.4.3}}}. Die Schneidezähne besaßen nur eine geringe Größe und eine breite Gestalt und wirkten insgesamt schaufelförmig. Auffällig war der ebenfalls recht kleine Eckzahn, der im Unterkiefer eher den Schneidezähnen glich, im Oberkiefer aber eine höckerige Form besaß. Nachfolgend bestanden jeweils zum ersten, zweiten und dritten Prämolaren ein markantes Diastema von je rund 5 mm Länge, erst darauf war eine geschlossene Zahnreihe ausgebildet. Die Backenzähne insgesamt wiesen niedrige Zahnkronen auf (brachyodont) und ein aus Zahnschmelz bestehendes Höckermuster (bunodont), wobei die Höcker zwei parallele Reihen bildeten (bilophodont), nur am letzten Molar war eine dritte ausgebildet. Dieser erreichte im Unterkiefer etwa 6 mm Länge und stellte damit den größten Zahn im Gebiss dar. Den oberen Mahlzähnen fehlte aber noch einer der vier Haupthöcker (Hypoconus). Im Aufbau der Kauoberflächen der Backenzähne war Messelobunodon eher generalisiert wie die meisten frühen Paarhufer und glich dadurch heutigen Schweinen, die typisch mondsichelartig geformten (selenodonbte) Kauoberflächen entstanden erst später, vor allem mit dem Aufkommen der Wiederkäuer.
Das Körperskelett ist weitgehend vollständig überliefert. Die Wirbelsäule umfasste 7 Hals-, 13 Brust-, 6 Lenden-, mindestens 3 Kreuzbein- und 24 Schwanzwirbel. Vor allem der Schwanz war mit rund 30 cm Länge im Verhältnis zur Körperlänge und verglichen mit heutigen Paarhufern sehr lang. Weitere Besonderheiten sind im Bewegungsapparat zu finden. Charakteristisch waren vor allem die gegenüber den Hinterbeinen eher kurzen Vordergliedmaßen. Der Oberarmknochen erreichte rund 8 cm Länge, die Elle war nur wenig kürzer. Elle und Speiche wiesen dabei ungefähr die gleiche Stärke auf, insgesamt waren alle Knochen des Vorderbeins sehr schlank. Demgegenüber besaß der Oberschenkelknochen eine Länge von 10 cm, das Schienbein etwas mehr. Die Vordergliedmaßen endeten in jeweils fünf Zehen, ein Merkmal, das bei heutigen Paarhufern nicht mehr auftritt und auf den ursprünglichen Charakter von Messelobunodon verweist. Dabei waren die mittleren drei Strahlen (II bis IV) am längsten entwickelt und besaßen klauenartig geformte vorderste Zehenglieder. Die Hinterbeine wiesen nur je vier Strahlen auf mit zwei starken mittleren Zehen (III und IV), die im Gegensatz zu den heutigen Paarhufern nicht miteinander verwachsen waren. Sie endeten ebenfalls in spitze, aber deutlich breitere Hufe. Ebenso waren am Fuß das Würfelbein und das Kahnbein abweichend von heutigen Paarhufern nicht fusioniert.

## Fossilüberlieferung
Messelobunodon ist ein relativ seltenes Faunenelement des Eozän, das vor allem in der mittleren Stufe dieser geologischen Epoche vor etwa 47 Millionen Jahren auftrat und nach heutigem Stand der Forschung den Beginn der lokalstratigraphischen Stufe Geiseltalium anzeigt. Bekannt ist es von einigen Skelettfunden aus der Grube Messel in Hessen, von denen eines, das erstgefundene und auf dem die Beschreibung der Gattung beruht, nahezu vollständig überliefert, jedoch leicht verdrückt ist. Einige wenige Gebissfunde stammen überdies aus dem Geiseltal in Sachsen-Anhalt.

## Paläobiologie
Hinweise auf Weichteilgewebe liegen vor allem vom ersten Messeler Fund vor, allerdings ist dieses nicht selbst überliefert, sondern durch bakterielle Prozesse nachgezeichnet (Bakteriographie). Hauptsächlich im Rückenbereich lässt sich ein durch die Anordnung der Rückenwirbel vorgegebener, nach oben gebogener Verlauf erkennen, der auch bei anderen frühen Paarhufern wie Amphirhagatherium ausgebildet war. Allerdings sind die Form der Schnauze, der Ohren und des Schwanzes nicht überliefert. Im Bereich des Magens konnten teils verdaute Nahrungsreste beobachtet werden. Die Untersuchungen der Reste ergaben hauptsächlich Teile von Pilzen und bereits zersetzte Blätter, aber auch vereinzelt Früchte. Dadurch kann angenommen werden, dass Messelobunodon seine Nahrung am Boden suchte, wobei es möglicherweise mit den Vorderbeinen in halbverrottetem Laub scharrte, wo die Pilze gediehen. Dabei könnten sich die gegenüber den Hintergliedmaßen deutlich verkürzten Vordergliedmaßen vorteilhaft ausgewirkt haben. Unabhängig vom untersuchten Magenrest zeigen aber auch die niederkronigen Backenzähne mit ihren bucklig gestalteten Kauoberflächen eine derartige Nahrungsspezialisierung auf weiches Pflanzenmaterial an (browsing). Bei der Nahrungssuche wurde möglicherweise der Geruchssinn eingesetzt, der aufgrund der lang gebauten Nasenregion recht gut entwickelt war.
Insgesamt war Messelobunodon ein relativ schlankes Tier, das mit seinen kürzeren Vorder- und längeren Hinterbeinen in seinem Habitus anderen, gleich alten Paarhufern, etwa Amphirhagatherium, glich und wie dieses im dichten Wald als Buschschlüpfer lebte. Dabei zeigen die langgestreckten hinteren Gliedmaßen, deren untere Partien gegenüber den oberen länger ausgebildet waren, bereits typische Anpassungen an eine schnellere Fortbewegung. Zudem lässt die Entwicklung des Kniegelenkes, weniger dagegen das Ellenbogengelenk, auf einen bereits ausgeprägten parasagittalen Gang schließen. Allerdings sind die kürzeren Vorderbeine ein eher urtümliches Merkmal der Paarhufer und weisen auf eine noch nicht vollständig entwickelte, schnellläufige Bewegung hin, im Gegensatz zu zahlreichen moderneren Paarhufern mit ihren längeren Vorderextremitäten. Jedoch war das Fersenbein gut ausgebildet und deutet in Verbindung mit den langgestreckten Fußknochen auf eine ausgeprägte Sprungfähigkeit, die den Charakter Messelobunodons als ein Fluchttier verstärkt. Anhand der Größen der Ohren- und Augenregionen kann aber nicht darauf geschlossen werden, ob die Tiere eher tag- oder nachtaktiv agierten.

## Systematik
Messelobunodon ist eine Gattung aus der ausgestorbenen Familie der Dichobunidae, welche zu den frühesten Vertretern der Paarhufer gehört. Innerhalb der Familie wird die Gattung zur Unterfamilie der Dichobuninae gezählt, die gegenüber ihrer Schwestergruppe, den Eurodexeinae, etwas größer gebaut waren. Nahe verwandte Gattungen stellen Dichobune und Aumelasia dar, letztere ist auch durch Fossilfunde in der Grube Messel repräsentiert. Insgesamt stellt Messelobunodon zusammen mit anderen frühen Vertretern wie Diacodexis aus der Gruppe der Diacodexeidae oder Amphirhagatherium aus der Gruppe der Choeropotamidae einen sehr archaischen Morphotyp der Paarhufer dar, der durch kurze Vorder- und lange Hinterbeine charakterisiert ist. Dieser Morphotyp lässt darauf schließen, dass die bisher kaum bekannte Stammgruppe der Paarhufer möglicherweise eine eher springende Fortbewegung ausübte.
Die Erstbeschreibung von Messelobunodon erfolgte 1980 durch Jens Lorenz Franzen anhand des ersten Skelettfundes aus der Grube Messel, das gleichzeitig den Holotyp darstellt (Exemplarnummer SMF ME 510) und im Naturmuseum Senckenberg aufbewahrt ist; dieser Skelettfund stellte den ersten, damals bekannten vollständigen eines Dichobuniden dar. Bereits zuvor im gleichen Jahr hatte Franzen den Gattungsnamen in einer Publikation zu den Funden aus dem Geiseltal erwähnt, da sich die Drucklegung seiner Schrift mit der Erstbeschreibung aus technischen Gründen verschoben hatte. Der Name Messelobunodon leitet sich vom Fundplatz der Grube Messel und den griechischen Wörtern βουνόν (bounon „Hügel“) und ὀδούς (odoús „Zahn“) ab, die sich auf die charakteristische Gestaltung der höckerigen Kauoberfläche der Backenzähne beziehen. Anerkannt ist nur eine Art: M. schaeferi. Eine weitere Art, M. ceciliensis, die ebenfalls 1980 anhand eines Schädels eines Jungtiers und weiterer Knochenfragmente aus der Oberen Mittelkohle des Geiseltales in Sachsen-Anhalt beschrieben wurde, galt seit 1989 als synonym zu M. schaeferi. Weiteres Fundmaterial, darunter auch ein Skelett aus der Grube Messel, das ursprünglich ebenfalls zu Messelobunodon gestellt worden war, gab aufgrund signifikanter Abweichungen Anlass dazu, im Jahr 1996 die neue Gattung Eurodexis aufzustellen und ihr M. ceciliensis als Typusart beizuordnen.